# Oidardis aenecens
Oidardis aenecens är en tvåvingeart som beskrevs av Hermann 1912. Oidardis aenecens ingår i släktet Oidardis och familjen rovflugor.
Artens utbredningsområde är Peru. Inga underarter finns listade i Catalogue of Life.